# Marmarik
Marmarik (en arménien Մարմարիկ) est une communauté rurale du marz de Kotayk, en Arménie. Elle compte 871 habitants en 2008.